# Mary Timony
Mary Bozana Timony, född 17 oktober 1970 i Washington, D.C., är en amerikansk rockmusiker. Hon har spelat i grupperna Helium, Autoclave och Wild Flag, och spelar sedan 2013 i Ex Hex.

## Discografi (urval)
Med Autoclave
- Autoclave (2002)

Med Helium
- Pirate Prude (EP) (1994)
- The Dirt of Luck (1995)
- Superball+ (EP) (1995)
- No Guitars (EP) (1997)
- The Magic City (1997)

Mary Timony
- Mountains (2000)
- The Golden Dove (2002)
- Ex Hex (2005)

Mary Timony Band
- The Shapes We Make (2007)

Wild Flag
- Wild Flag (2011)
- "Future Crimes" (singel) (2011)
- "Romance" (singel) (2011)

Ex Hex
- Rips (2014)
- "Hot and Cold" (7" singel) (2014)
- It's Real (2019)

Med Hammered Hulls
- Hammered Hulls[3] (EP) (2019)